# Caslano
Caslano est une commune suisse du canton du Tessin.

Photo aérienne par Walter Mittelholzer (1919).

## Patrimoine bâti

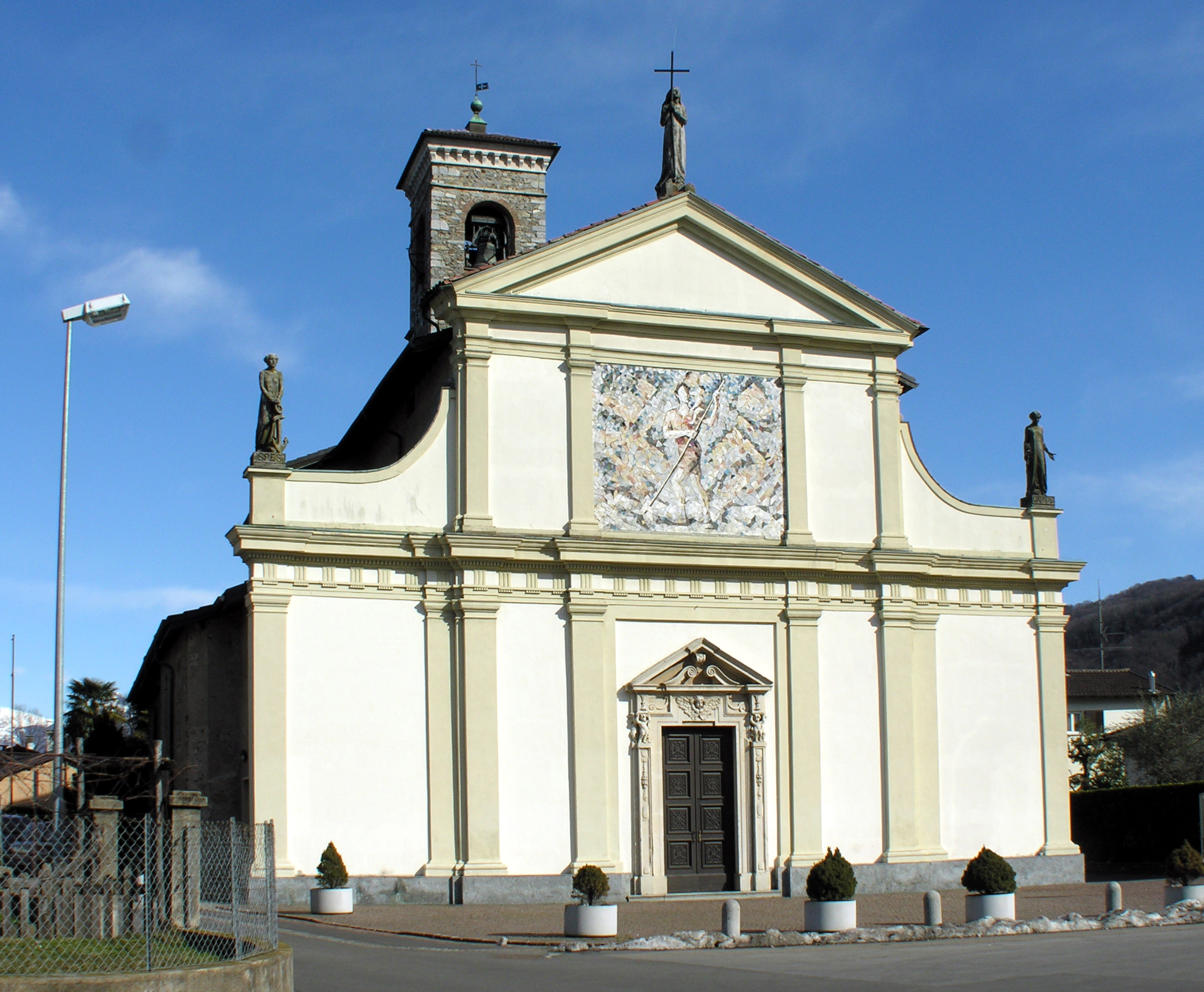
Caslano, église San Cristoforo.

Église paroissiale San Christoforo, en limite nord-ouest du village. Mentionnée en 1352, reconstruite en 1636-1653, avec deux chapelles latérales, chœur rectangulaire et clocher. Large façade classique avec pilastres toscans et fronton. Portail Renaissance 1677 par les tailleurs de pierre de Pura. Au-dessus du portail, mosaïque illustrant le saint patron de l'église, par Aurelio Gonzato (it), 1966. À l’intérieur, voûtes en plein cintre, avec décor peint de la seconde moitié du XIXe siècle. Maître autel de 1742. Le fond du chœur est illustré d'une représentation de Jésus à Emmaüs, sans doute de Giovanni Battista Bagutti, vers 1790-1800. Dans une chapelle latérale, décor en stuc de Martino Neuroni, 1684, qui encadre des scènes de la vie de Marie et Jésus. Dans la chapelle de la Vierge, devant d’autel en scagliola. Autel Saint-Joseph néoclassique de Giovanni Negri, vers 1830-1840.
Villa Ferretti (Piazza Lago 50), belle demeure de style éclectique (1903, architecte A. Fivaz), agrémentée d’une tour coiffée d’une lanterne, et située au bord du lac, dans un grand parc.